# Kacza Góra (349 m)
Kacza Góra (349 m n.p.m.) – wzniesienie we wsi Cichawka (w części Kacza Góra) w województwie małopolskim, w powiecie bocheńskim, w gminie Łapanów. Pod względem geograficznym znajduje się na Pogórzu Wiśnickim będącym częścią Pogórza Zachodniobeskidzkiego. Zachodnie, dość strome stoki wzniesienia opadają do doliny Stradomki, południowe do doliny potoku Cichawka, północno-wschodnie do bezimiennego potoku będącego dopływem Stradomki.
Zachodnie i północne stoki Kaczej Góry porasta las, stoki południowe i wschodni grzbiet zajmują przeplatane zadrzewieniami pola uprawne i zabudowania należących do Cichawki osiedli Kacza Góra i Dział.
Dawniej Kacza Góra była bardziej bezleśna niż obecnie. W czasie I wojny światowej takie bezleśne wzgórza stanowiły ważne punkty strategiczne, zajmującej je armii umożliwiały bowiem obserwację dużego terenu, naprowadzanie ognia artyleryjskiego i stanowiły dobry punkt obronny. 7 grudnia Rosjanie armii generała Radko Dimitrijewa obsadzili wzgórza na zachód od Stradomki w miejscowościach Sobolów, Gierczyce i Nieprześnia. Austriacy po kilkudniowych, niezwykle zaciekłych walkach wyparli Rosjan dalej na wschód. Również na polach Kaczej Góry toczyły się walki. Na północno-wschodnich stokach sąsiedniego wzniesienia Wichraż Austriacy wybudowali później cmentarz wojenny nr 341 – Wola Nieszkowska-Wichras. Pochowano na nim łącznie 227 żołnierzy armii austro-węgierskiej i 270 żołnierzy armii rosyjskiej.